# Corte Vehmica

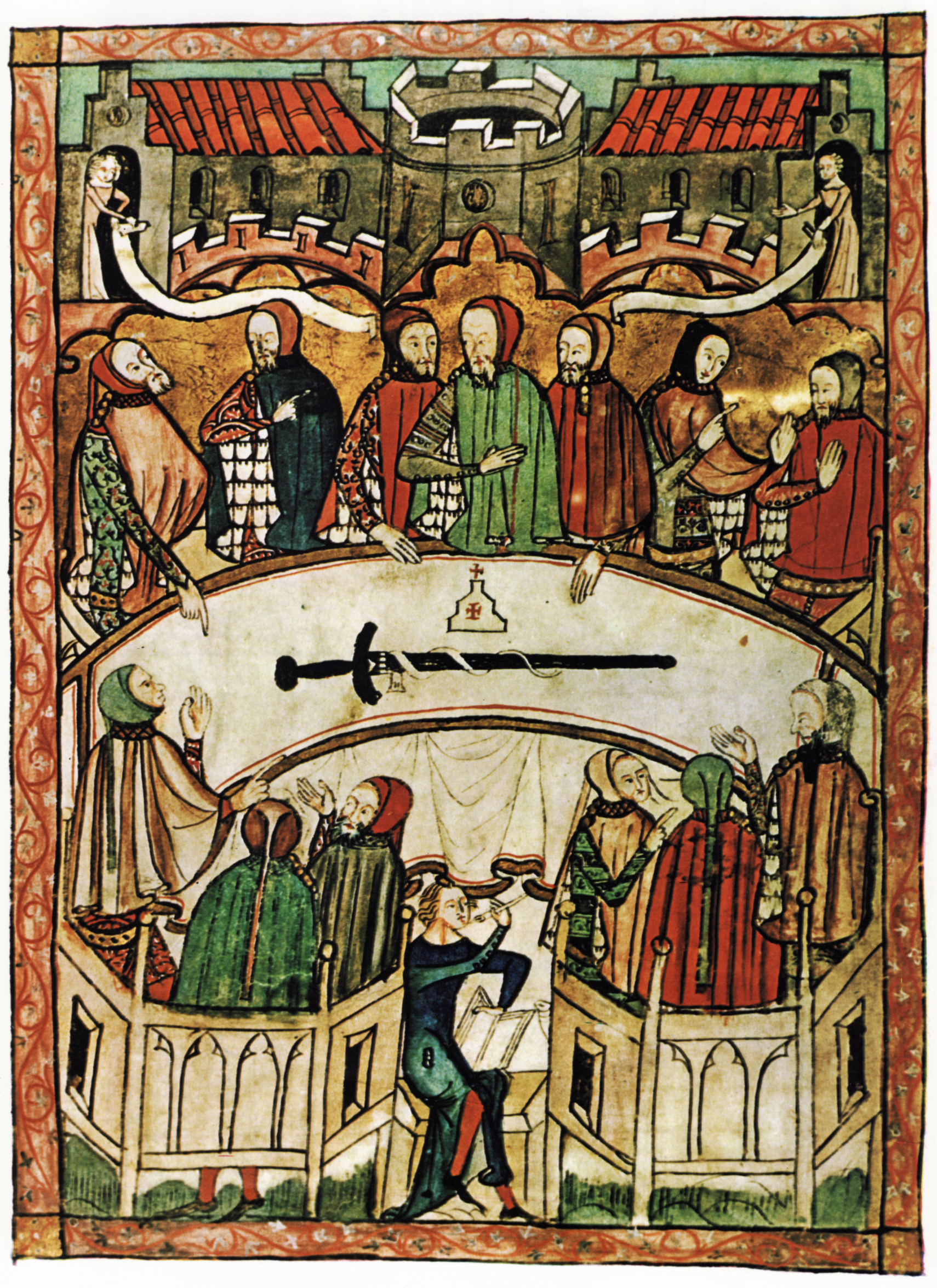
La Sacra Vehme in una miniatura del Herforder Rechtsbuch (circa 1375)

La Corte Vehmica o Sacra Vehme o Vehme (anche Vehmegericht, Fehmgericht) è il nome dato ad un sistema giudiziario attivo durante il medioevo in Vestfalia, nell'attuale Germania, basato su una organizzazione fraternale di segretissimi giudici di legge chiamati "giudici liberi" (in tedesco: Freischöffen, in francese: francs-juges). Il luogo di riunione delle corti era a Dortmund. I procedimenti erano condotti da "corti segrete", "corti silenziose" (tedesco: Stillgericht) ovvero "corti proibite" (tedesco: verbotene Gerichte). Dal basso medioevo, le corti avevano giurisdizione su tutti i crimini e coloro che erano condannati da codesto tribunale venivano eliminati in maniera segreta. Dopo l'esecuzione della pena di morte, i corpi venivano, qual monito, appesi su di un albero.

## Etimologia
L'origine del termine è incerto; ma sembra entri nell'Alto tedesco medio dal Basso tedesco. La parola vëme appare per la prima volta nella letteratura alto medio tedesca del XIII secolo con il significato di "punizione". Un documento datato 1251 fa riferimeneto alla locuzione: illud occultum judicium quod vulgariter vehma seu vridinch appellari consuevit ("questa è giustizia celata, a cui di comune abitudine ci si riferisce come vehma o vridinc").

## Storia
Le corti vehmiche Vestfaliane si svilupparono nell'alto medioevo dalle "libere corti", con una giurisdizione entro la libera contea (Freigrafschaft). Le corti vehmiche inizieranno a prosperare dopo la morte di Enrico il Leone, con l'ascesa dell'Arcivescovo di Colonia Engelberto di Berg come capo della Vehme a rappresentanza dell'Imperatore. La riforma del XIV secolo del Sacro Romano Impero (la Bolla d'oro del 1356) i langraviati persero molto del loro potere e queste corti sparirono ad eccezione della Vestfalia dove conservarono la loro autorità e si trasformarono in corti vehmiche. La prima sede fu a Dortmund, ma con il crescere dell'influenza di Colonia, si spostarono ad Arnsberg nel 1437. Furono abolite da Girolamo Bonaparte, Re di Vestfalia nel 1811. L'ultimo Freigrad morì nel 1835.

## Uso moderno del termine
Con l'abbandono delle corti vehmiche, il termine acquisisce ordinariamente una connotazione di giustizia mafiosa e linciaggio.
Julius Evola ne dà invece una connotazione positiva ma problematica ne L'arco e la clava del 1968: "Certo, che se oggi si potesse organizzare una specie di Santa Vehme operante, tale da tenere i maggiori responsabili della sovversione contemporanea in un costante stato di insicurezza fisica, ciò sarebbe ottima cosa. Ma questa non è cosa che una gioventù possa organizzare, e d'altra parte il sistema delle difese della società attuale è troppo ben costruito a che simili iniziative non vengano stroncate sul nascere e non vengano pagate con un prezzo troppo alto."
Nel tedesco moderno, la compitazione di Feme è molto comune. Altre varianti sono: Fehme, Feime, Veme. Il verbo verfemen è di uso comune e significa ostracizzare.
Hans Kelsen, giurista viennese che elaborò la "dottrina pura" del diritto, cita un caso di un'organizzazione segreta che aveva eseguito la condanna a morte di un uomo ritenuto nemico della patria, qualificando l'atto come "assassinio della santa Veme".

## La Vehme nella cultura di massa
- Nel romanzo La fiera delle vanità di William Makepeace Thackeray se ne fa menzione.
- C'è un riferimento nel romanzo Uno studio in rosso di Arthur Conan Doyle.
- Nel 2012 si scopre un testo di Alexandre Dumas che la menziona come termine di paragone per far comprendere meglio l'organizzazione della Camorra ottocentesca di Napoli[2].
- Nel racconto Doppio sogno (Traumnovelle), di Arthur Schnitzler, si fa riferimento a due figure mascherate da giudici della Veme.
- Alla Sacra Vehme è affidato un ruolo centrale nello svolgimento del romanzo Il mercante di libri maledetti di Marcello Simoni, pubblicato nel 2011 da Newton Compton Editori, vincitore del Premio Bancarella 2012.
- L'episodio 12 della terza stagione della serie TV The Blacklist si intitola The Vehm e racconta di un gruppo criminale che si autodenominava "Vehm".
- Ne La montagna incantata di Thomas Mann (cap. 6, ultimo episodio) il personaggio Naphta invoca la "Santa Vema" come tribunale atto a giudicare le nefandezze ideologiche del suo avversario Settembrini.